# Juraj Tarr
Juraj Tarr, född den 18 februari 1979 i Komárno, Socialistiska republiken Slovakien,  Tjeckoslovakien
, är en slovakisk kanotist.
Han tog OS-silver i K-4 1000 meter i samband med de olympiska kanottävlingarna 2008 i Peking.
Vid de olympiska kanottävlingarna 2016 i Rio de Janeiro tog han en silvermedalj i K-4 1000 meter.